# Амадей VII

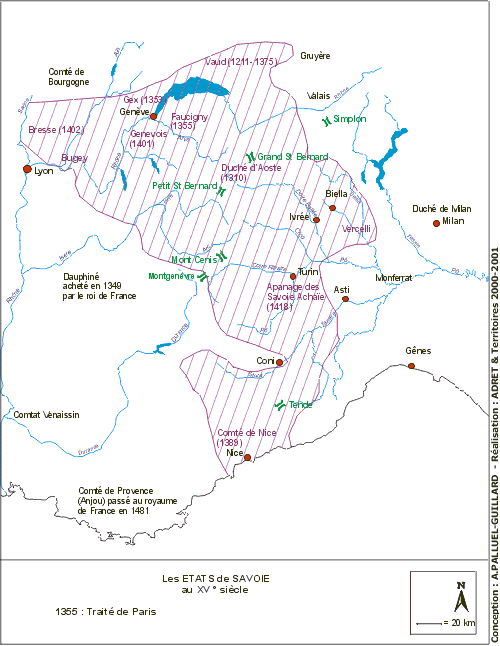
Расширение Савойи

Амадей VII Красный (итал. Amedeo VII di Savoia il Conte Rosso; 24 февраля 1360 — 1 ноября 1391) — граф Савойский с 1383 года. Наследовал своему отцу Амадею VI. Отличился в качестве союзника Карла VI Французского при Иперне. Присоединил к своим владениям Кони и Ниццу.

## Семья
В 1377 году он женился на Бонне Беррийской, дочери Жана Валуа, герцога Беррийского, и Жанны д’Арманьяк. Она была внучкой короля Франции Иоанна II. В этом браке родились:

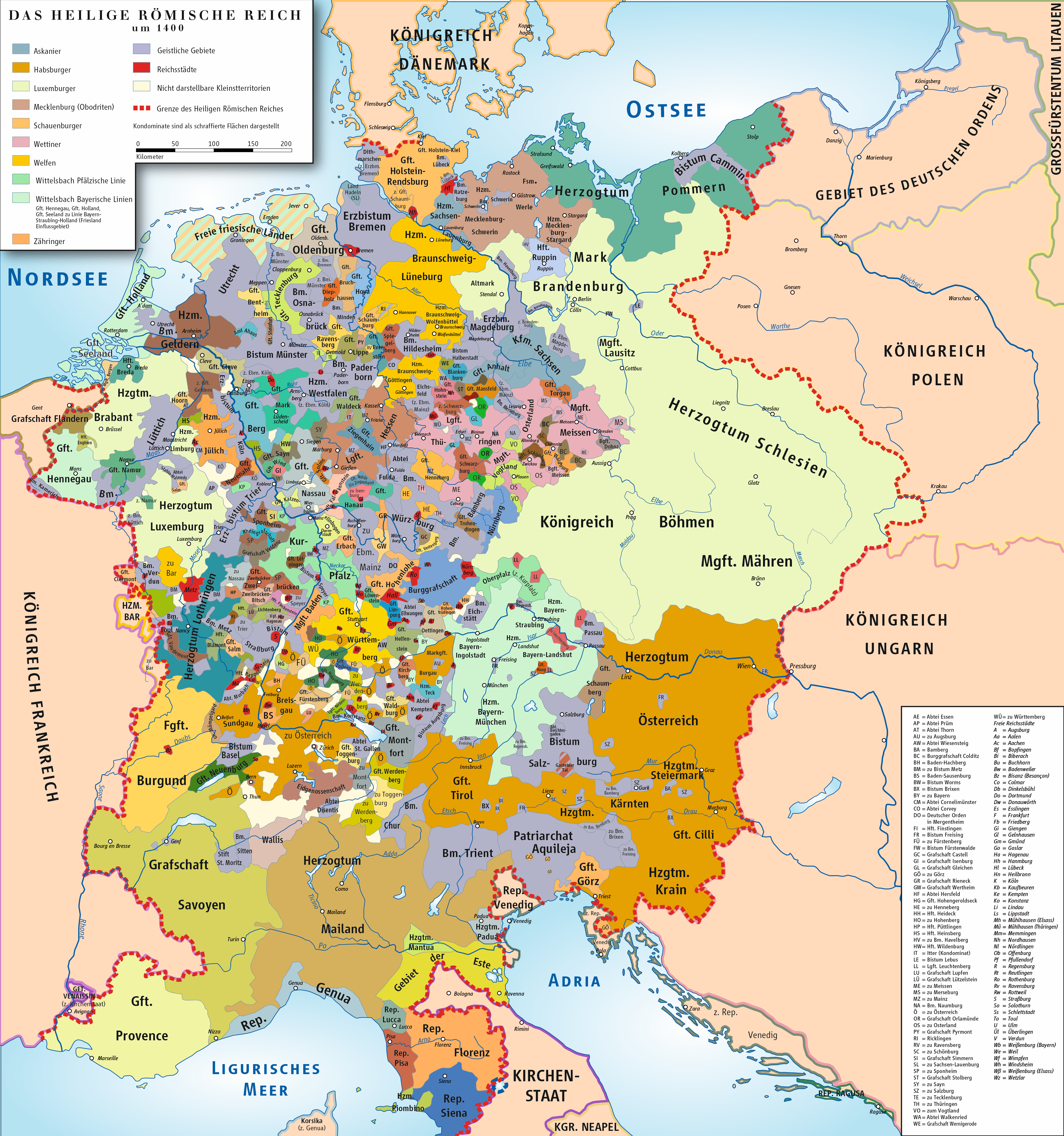
Савойя на карте Священной Римской империи конца XIV в.

- Амадей VIII (1383—1439), граф Савойский
- Бонна (1388—1432), в 1403 году вышла замуж за Людовика Савойского (1364—1418), сеньора Пьемонта
- Жанна (1392—1460), в 1411 году вышла замуж за Жан-Жака Палеолога, маркиза де Монферра (1395—1445).